# Kamskaft (maskinteknik)

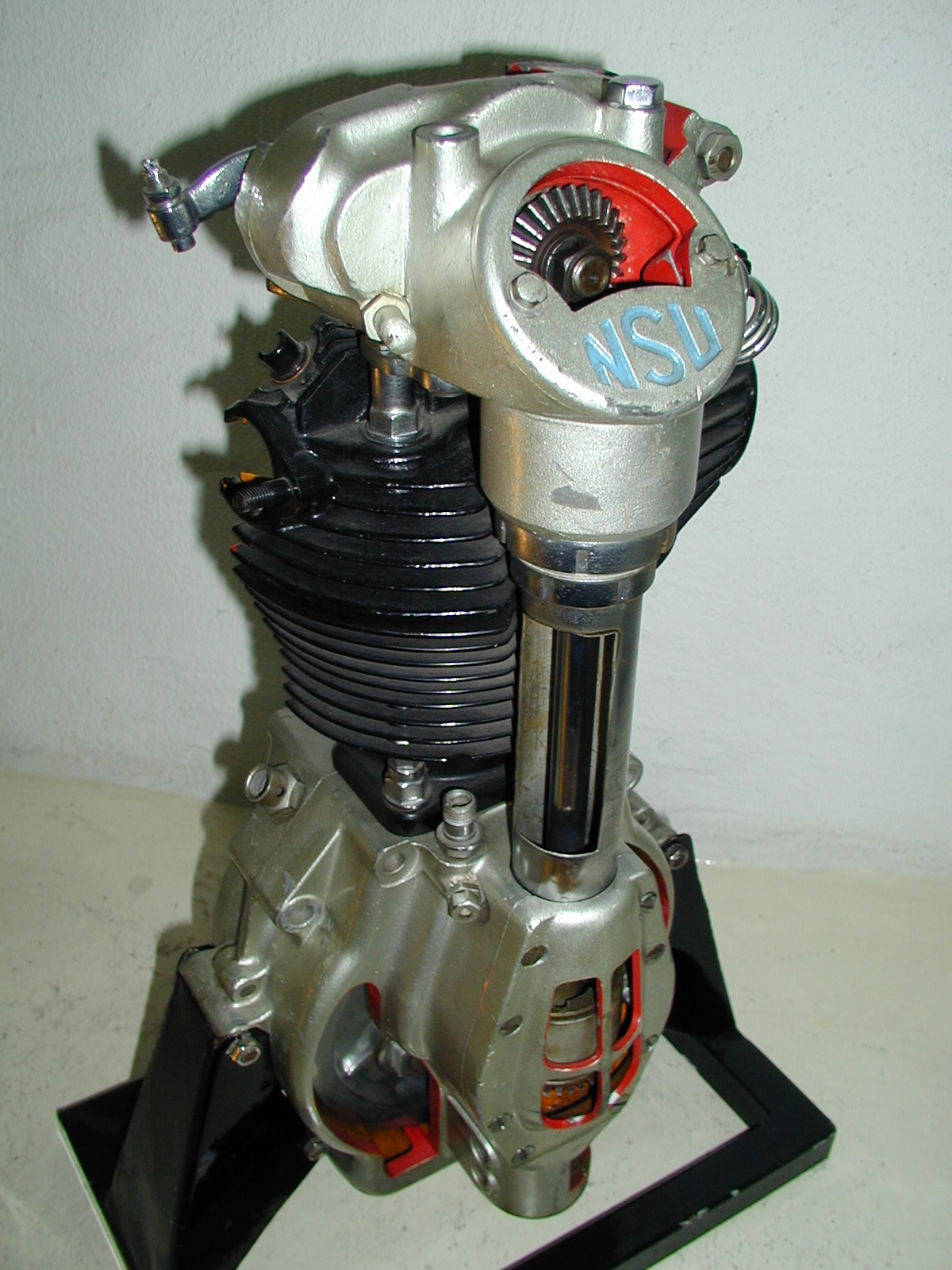
NSU-motor med kamskaftsdriven kamaxel.

Kamskaft är ett maskinelement som överför en roterande rörelse från en axel till en annan via växlar.

## Användning i förbränningsmotorer
När de första toppventilsmotorerna med överliggande kamaxel introducerades strax efter sekelskiftet 1900 användes ett kamskaft i form av en vertikal axel för att driva kamaxeln från vevaxeln via en vinkelväxel på respektive axel. Tekniken med kamskaftsdrivna kamaxlar förfinades under första världskriget genom utvecklingen av lätta men starka flygmotorer.
Efter kriget förekom kamskaftsdrivna kamaxlar i bilmodeller som MG J-Type, Lancia Lambda, Bugatti Type 35, Horch 8 och Mercedes-Benz Typ 400, Typ 630 och Modell S. Tekniken användes även av motorcykeltillverkare såsom tyska NSU, italienska Ducati, danska Nimbus och brittiska Vincent  H.R.D. och Norton. Även Husqvarna och BMW använde kamskaftdrift på sina racermotorcyklar.
Konstruktionen med kamskaft var komplicerad och därmed dyr att tillverka, dessutom uppkommer alltid effektförluster i växlar. Därför ersattes kamskaftsdriften snart av kedjedrift och senare remdrift av kamaxlar i förbränningsmotorer. Bland de sista användarna av kamskaftsdrift var den så kallade ”Fuhrmann”-motorn i Porsches tävlingsvagnar 550 Spyder och efterträdaren 904 Carrera. Japanska Kawasaki använder kamskaftsdriven kamaxel på sin retromotorcykel W650/800 sedan sekelskiftet 2000.

## Bilder

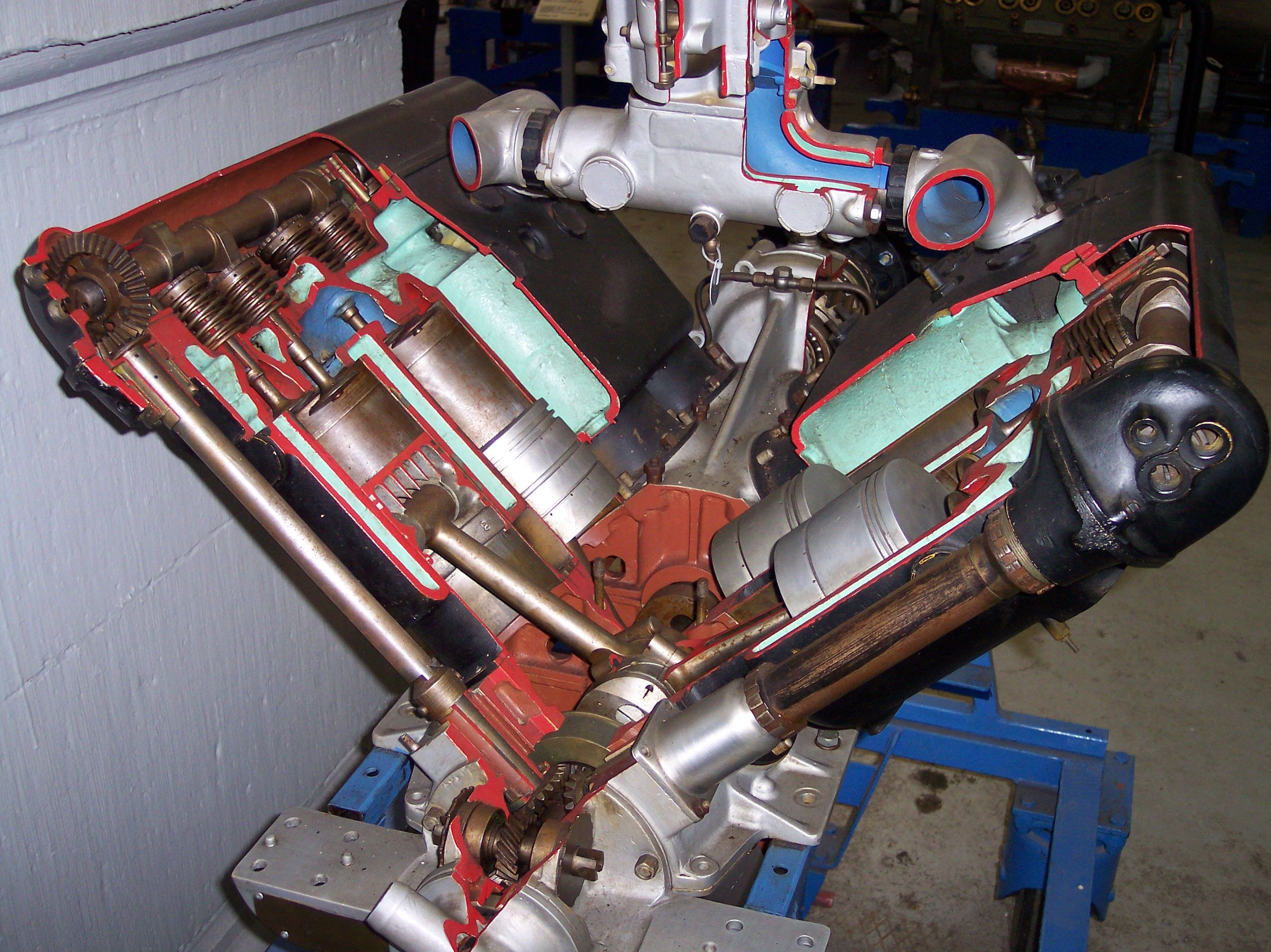
Uppskuren Hispano-Suiza flygmotor med ett kamskaft per cylinderblock.
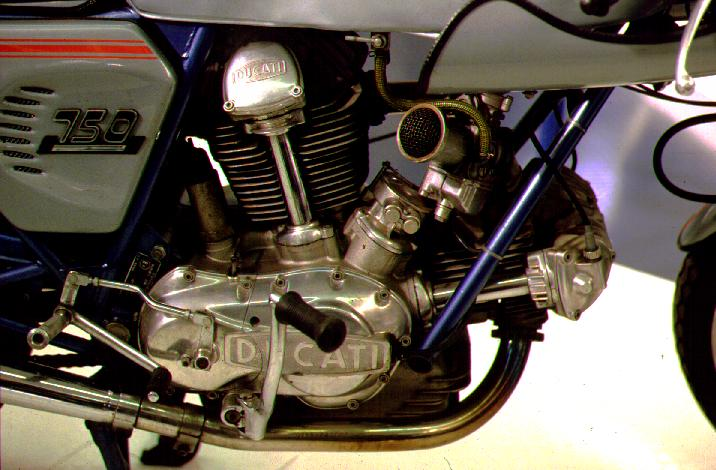
Ducati V-twin med ett kamskaft per cylinder.
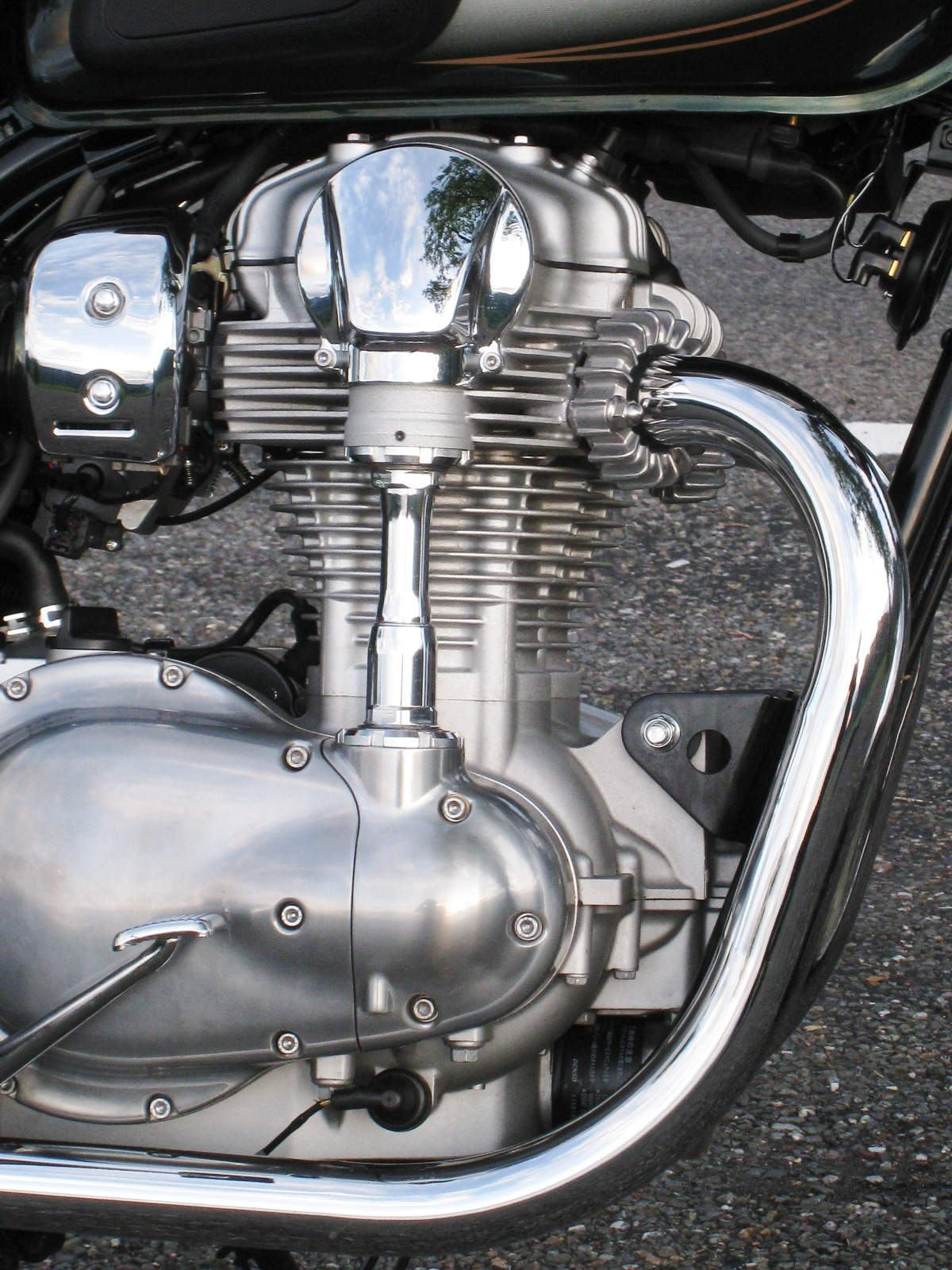
Kawasaki W800 med kamskaftsdriven kamaxel.